# Mick Sweda
Mick Sweda, nome d'arte di Michael Swedasky (Gowanda, 18 aprile 1960), è un chitarrista e compositore statunitense noto per essere membro dei Bullet Boys.

## Biografia
Durante gli studi Mick Sweda fece parte di una band dell'Arizona chiamata Stromtrooper, che venne fondata nel 1983. Nel 1985 il gruppo pubblica il primo EP dal titolo di Armies of The Night dalle tinte power metal. Sweda decise però di spostarsi a Los Angeles alla ricerca di nuovi sbocchi. 
Nel 1986, egli venne contattato nientemeno che da Carmine Appice per raggiungere la sua nuova band, i King Kobra, gruppo che aveva appena firmato un contratto per la Capitol Records. 
Sweda registrò due dischi con i King Kobra (Ready to Strike e Thrill of a Lifetime) oltre a partecipare a diversi importanti tour con la band al fianco di Iron Maiden, Kiss e Ted Nugent. 
Nel 1986 i King Kobra subiscono un cambio di formazione, dove abbandonano la band il cantante Mark Free ed il bassista Johnny Rod, che verranno sostituiti rispettivamente da Marq Torien e Loni Black. Pochi mesi dopo, proprio i due nuovi membri Torien e Black, decisero assieme a Mick Sweda di fondare un nuovo progetto.
Nel 1986 così Sweda, Torien e Black abbandonano i King Kobra e fondano i BulletBoys, con l'aggiunta del batterista Jimmy D'Anda.
I BulletBoys firmarono subitp per la Warner Bros. Records nel 1988. Dopo la pubblicazione del debut omonimo BulletBoys, il gruppo suonò svariati tour di supporto a gruppi come Cheap Trick, Bon Jovi, Ozzy Osbourne e molti altri, anche nel ruolo di headliner.
Nel 1990 Sweda venne coinvolto nel progetto Black Roses, composto dal chitarrista italiano Alex Masi, l'ex bassista dei Quiet Riot e Giuffria Chuck Wright e Carmine Appice. Fu proprio Appice che incluse Sweda nel progetto, assieme al cantante Mark Free, entrambi ex membri dei King Kobra. Il progetto era stato fondato unicamente per comporre la colonna sonora del film horror omonimo Black Roses (1988), che sarà edita per la Metal Blade Records nel 1988, e conterrà appunto quattro brani dei Black Roses: "Dance On Fire", "Soldiers Of The Night", "Rock Invasion" e "Paradise (We're On Our Way)", assieme ad altre tracce di gruppi come Bang Tango, Lizzy Borden e King Kobra.
Nel frattempo i BulletBoys registrarono altri due dischi per la Warner Bros. (Freakshow e ZaZa) ma dopo il declino della band e della scena hair metal, Sweda abbandona il gruppo nel 1993.
A seguito dell'abbandono del gruppo, Sweda partecipò al disco solista dell'attrice Tia Carrere intitolato Dream e pubblicato lo stesso '93.
Dopo aver registrato alcune demo per progetti senza risvolti, Sweda formò una band chiamata Brain Stem Babies che includeva Jason Hook e Jeremy Spencer. Il gruppo pubblicò anche del materiale per la sua etichetta Monsters Making Music. La band si sciolse nel 1996 e Sweda, assieme al bassista dei BSB Jon Winquist, reclutò Troy Patrick Farrell (futuro Tramp's White Lion) per fondare la band Lolligag. Suonarono occasionalmente a Los Angeles ma si sciolsero nel 1998.
Sweda si sposò nel 1999, ebbe un figlio e riunì i BulletBoys, ma abbandonò prestoil gruppo definitivamente nel 2000. Poco dopo, Carmine Appice riformò i King Kobra nel tardo 2000 per registrare un nuovo album. La nuova formazione vedeva Kelly Keeling (M.S.G.) alla voce, basso e chitarra, Mick Sweda alla chitarra, Steve Fister (ex-Lita Ford) alla chitarra e Carmine Appice alla batteria. Il nuovo album si intitolerà Hollywood Trash e verrà realizzato nel 2001. Questo album si distingue dal precedente, e vede la partecipazione del chitarrista dei Poison C.C. DeVille e anche dell'ex singer Mark Free che presterà la sua voce in un paio di brani. Una volta completato l'album, Appice intraprende il riunione tour dei Vanilla Fudge nell'agosto 2001. Dopo questa data la band si sciolse definitivamente nello stesso anno.
Sweda quindi si spostò da L.A. costruendo un proprio studio di registrazione (Redcake Digital) continuando a comporre e registrare materiale. Nel 2007 pubblica Songs in the Key of Cool.

## Discografia

### Da solista
- 2007 - Songs in the Key of Cool

### Con i King Kobra
Album in studio
- 1985 - Ready to Strike
- 1986 - Thrill of a Lifetime
- 2001 - Hollywood Trash

Raccolte
- 1999 - The Lost Years
- 2005 - Number One

### Con i BulletBoys
Album in studio
- 1988 - BulletBoys
- 1991 - Freakshow
- 1993 - Za-Za

Raccolte
- 2000 - Burning Cats and Amputees
- 2005 - Freakshow/Za-Za
- 2006 - Smooth Up in Ya: The Best of the Bulletboys

Altri album
- 1985 - Stormtrooper - Armies of The Night
- 1988 - Colonna sonora - Black Roses
- 1993 - Tia Carrere - Dream